# Estadio de Fútbol Tiberíades
Estadio de Fútbol Tiberíades (hebreo: איצטדיון עירוני טבריה) es un estadio de fútbol que se está construyendo en Tiberíades para Ironi Tiberias F.C., el equipo de fútbol de la ciudad, y sustituirá al antiguo estadio que está ubicado en el centro. Cuando se complete la construcción en 2018, el nuevo estadio contendrá 7554 asientos. Está situado en la entrada sur de la ciudad, cerca del cruce de Poriya hospital como parte de un complejo deportivo que incluye también una sala multiusos de 2500 asientos deportivos, un campo de entrenamiento y una piscina.

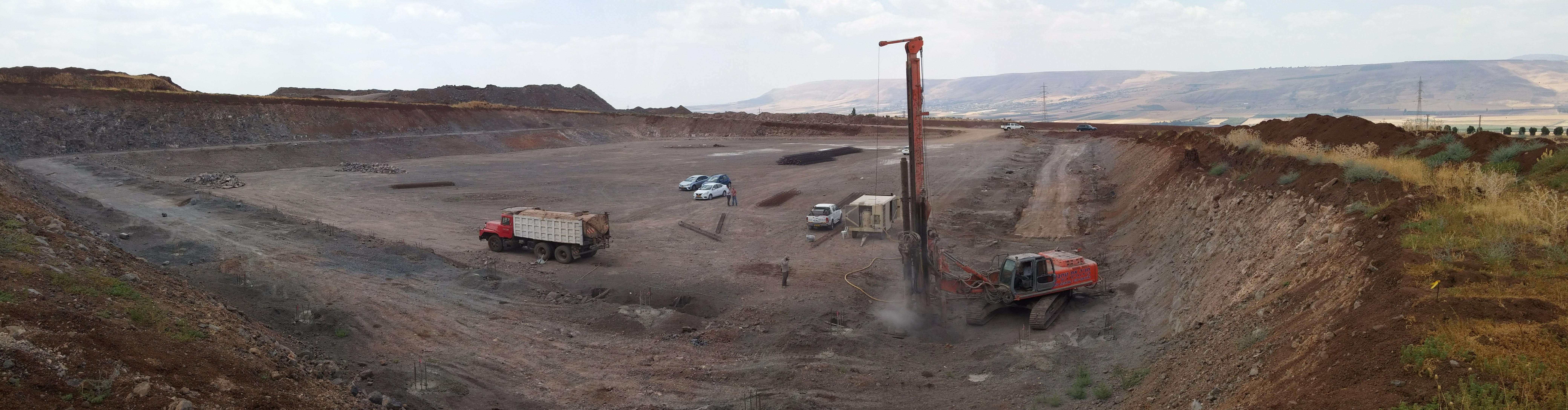
Excavation and foundation July 2016

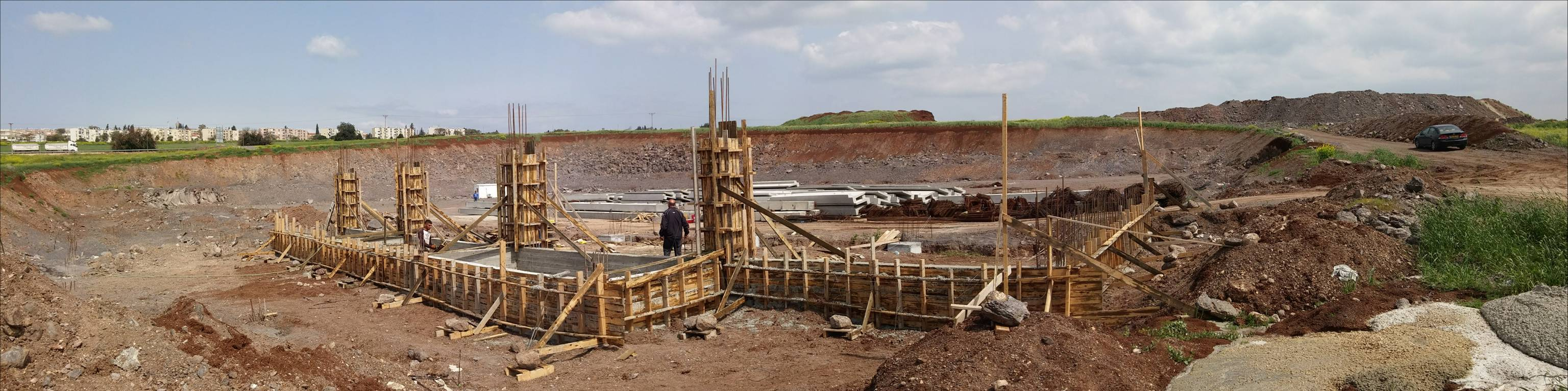
Infrastructure for tribunes March 2017

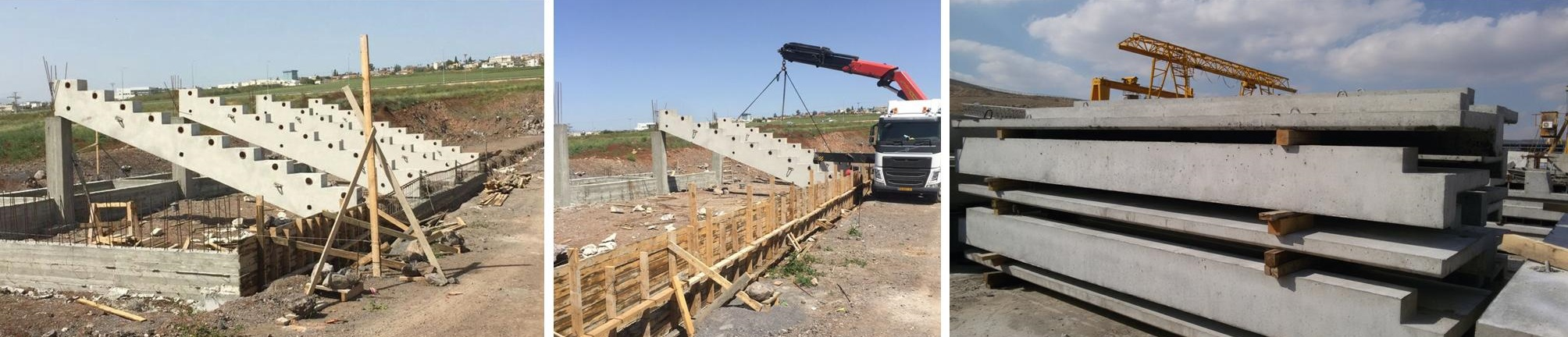
Assembling the tribunes April 2017

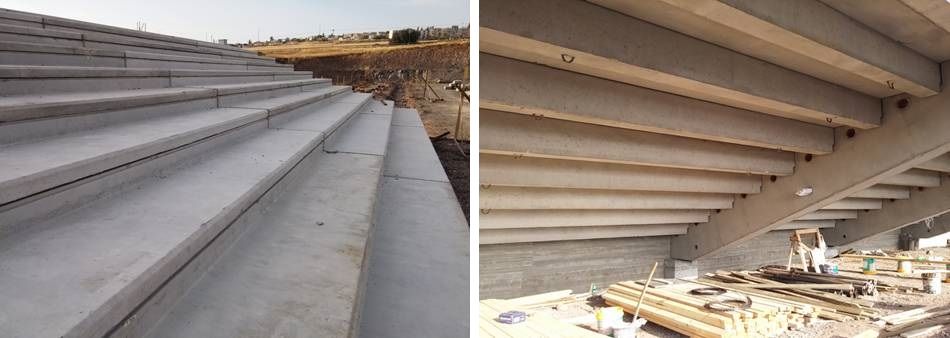
Assembling the tribunes May 2017

## Galería

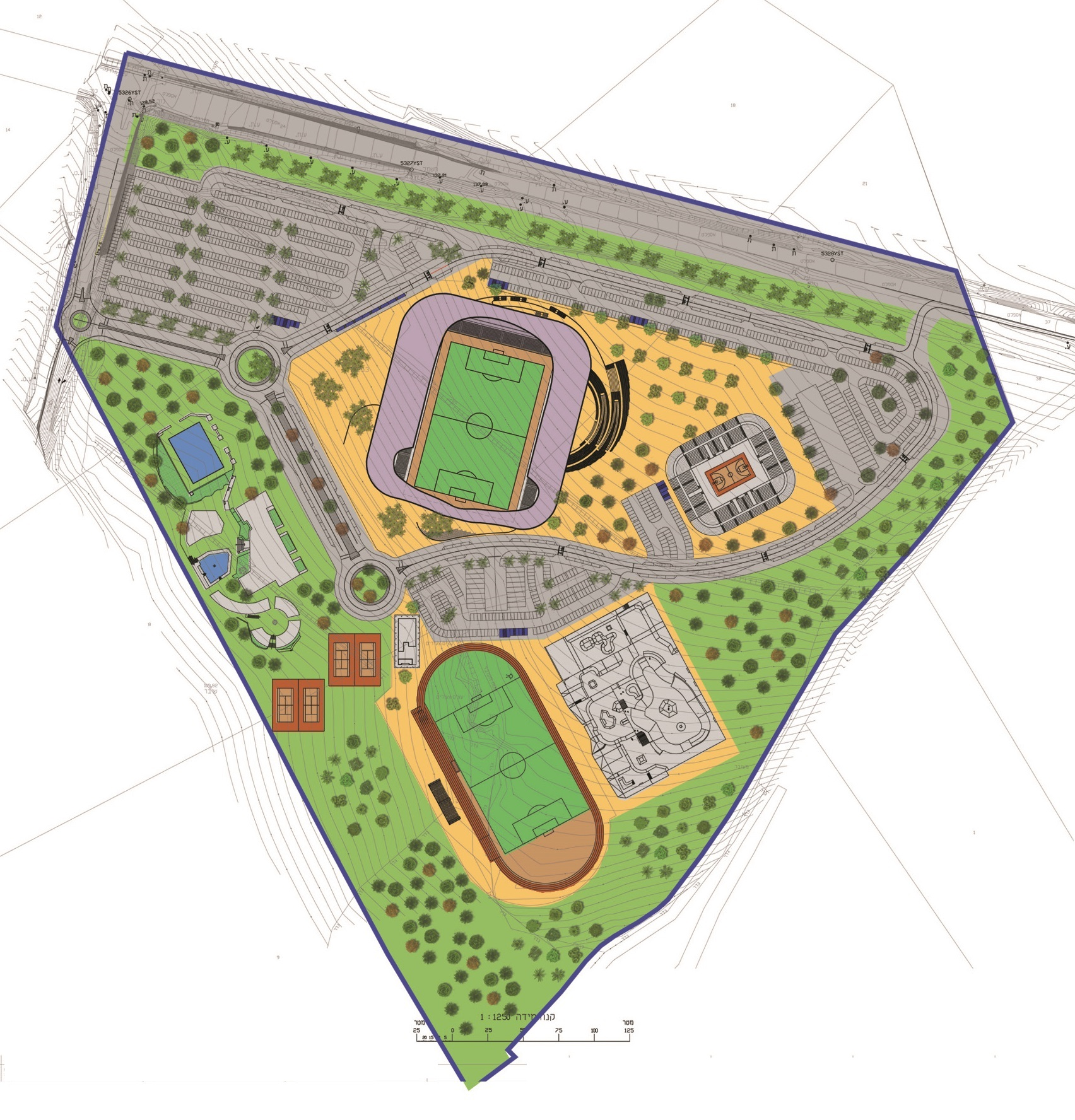
Campus general plan
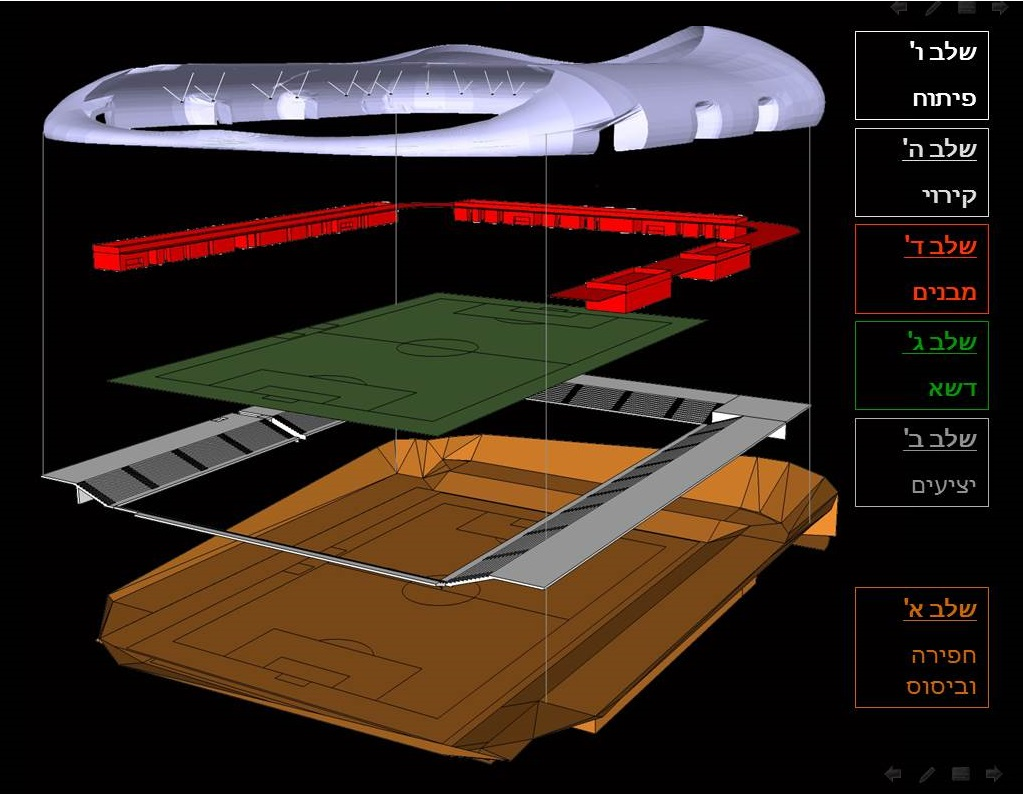
Construction Stages
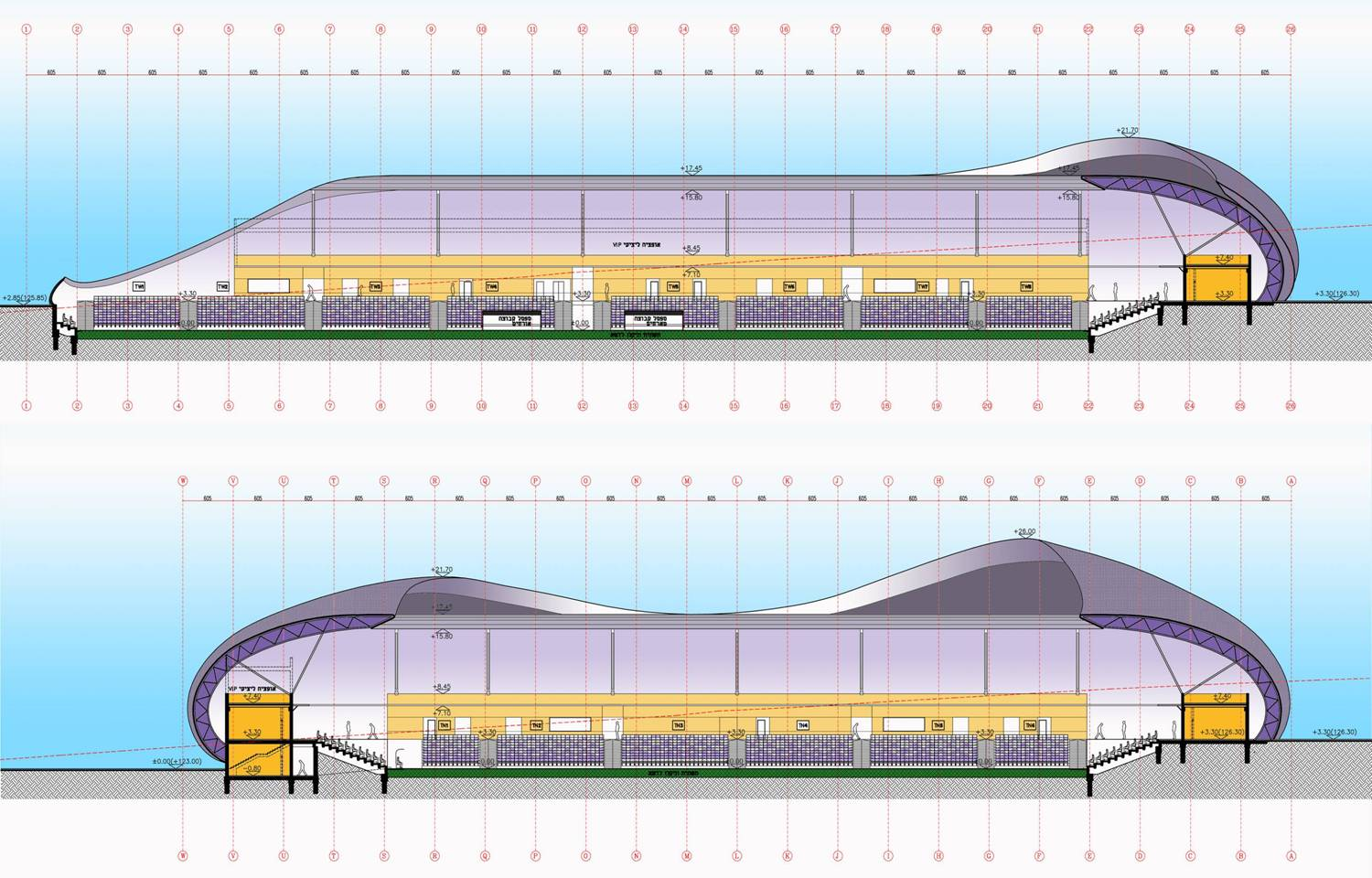
Sections
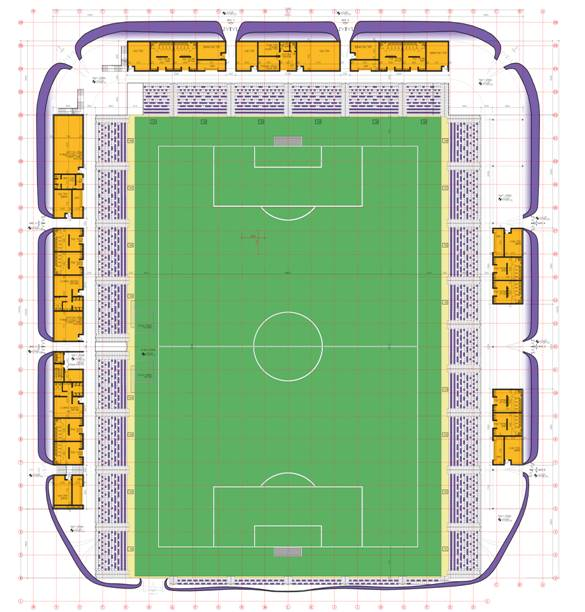
Stadium plan
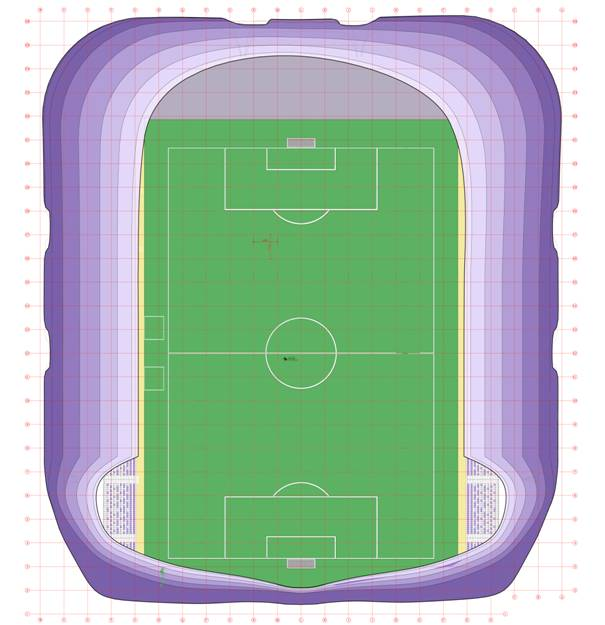
Envelope plan
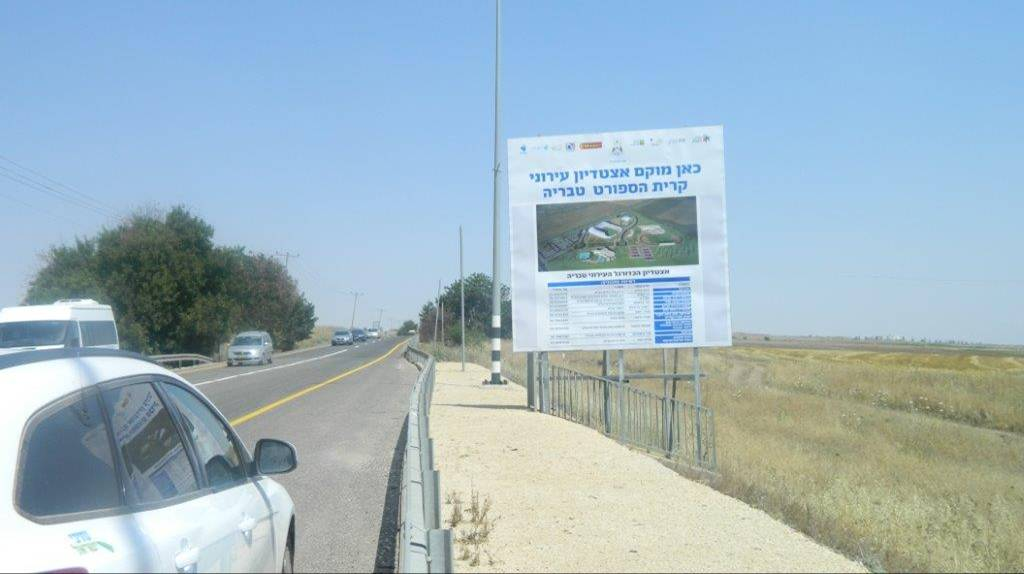
Stadium site June 2015
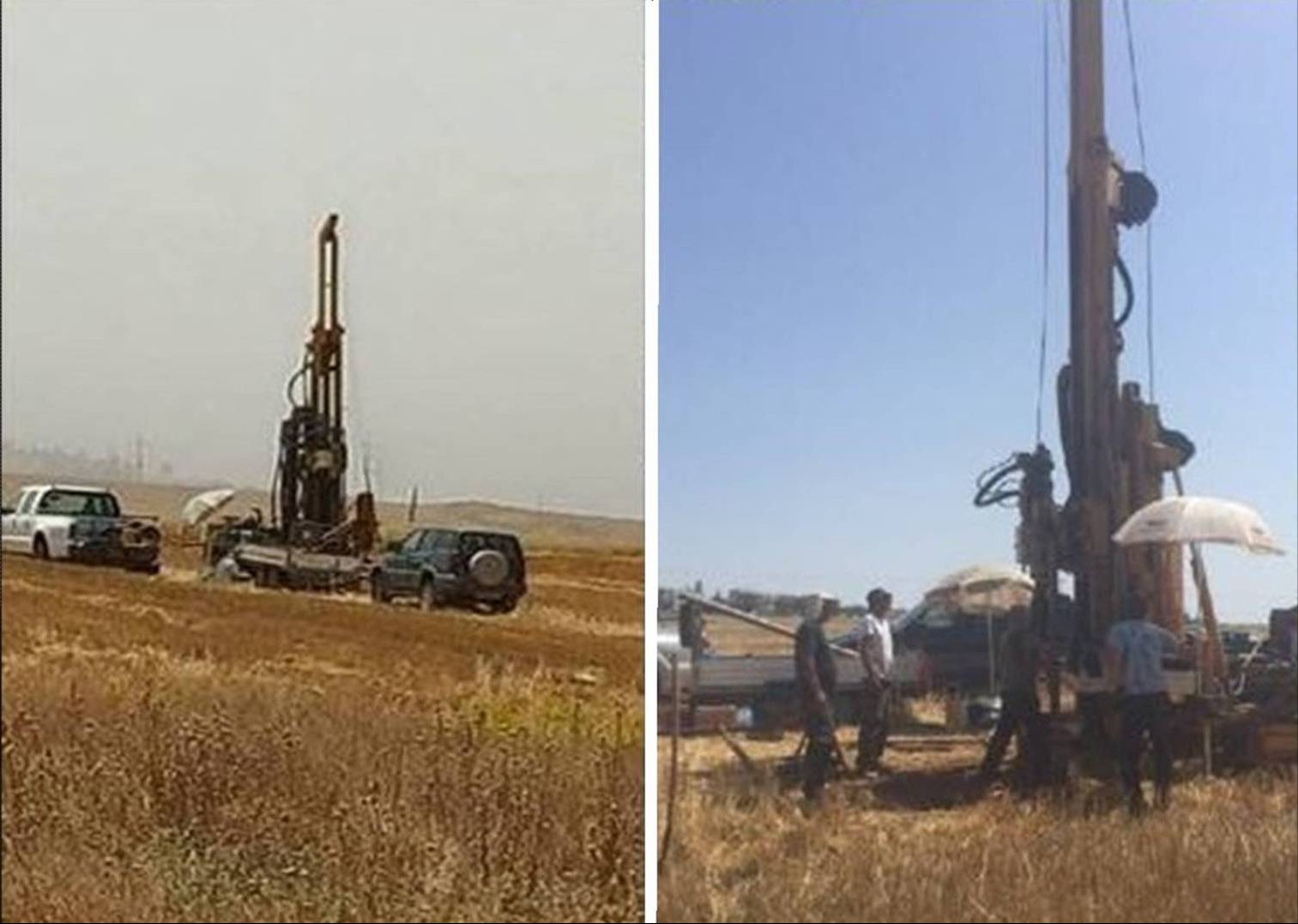
Soil drilling June 2015